# طائر الحب (مسلسل)
طائر الحب هو مسلسل مصري من إخراج مصطفى الشال وبطولة فيفي عبده، أحمد راتب، عزت أبو عوف، أحمد سعيد عبد الغني، كمال أبو رية، منة فضالي وصفاء الطوخي، صدر المسلسل في موسم رمضان 2005.

## نبذة
"أشجان حلمي" صاحبة مجلة الخمائل التي أسسها زوجها وأوصاها قبل وفاته بأن تبقي على مصداقيتها. تتسلم "أشجان" إدارة المجلة ويساعدها رئيس التحرير "خالد شكري"، المخلص الذي يحمل مشاعر صادقة تجاه أشجان إلا أن هذه الأخيرة ما زالت أسيرة لحبها لزميلها في الدراسة "عزمي" الذي سافر للعمل في الخارج لتحسين ظروفه المادية.

## كوميكس
في عام 2016 أنتشرت لقطات من المسلسل على السوشيال ميديا المصرية وأصبح مادة للتعليقات الكوميدية والرومانسية.